# Pravoslavný patriarchát alexandrijský

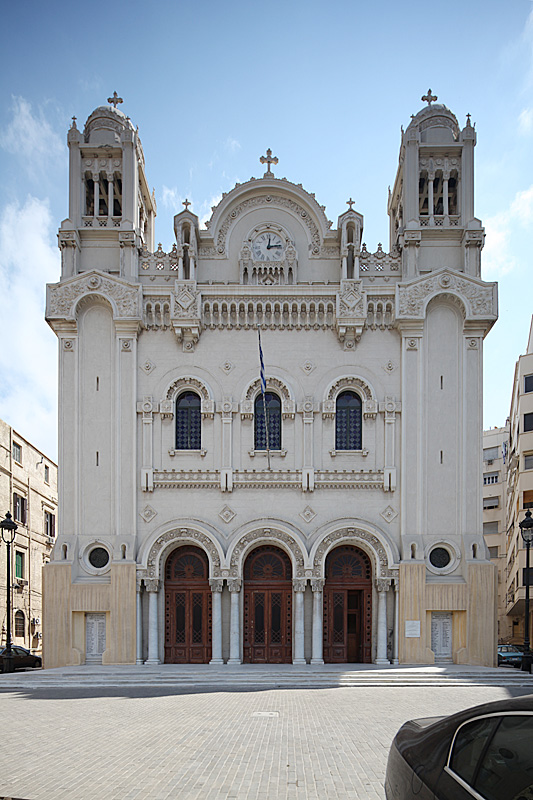
Chrám Zvěstování přesvaté Bohorodice v Alexandrii

Pravoslavný patriarchát alexandrijský je součástí křesťanského společenství řecké pravoslavné církve, uznaný patriarchou Konstantinopole s titulem "první mezi rovnými" (primus inter pares).
Patriarchát je jeden z prvotních starobylých patriarchátů tvořících pentarchii.

## Historie

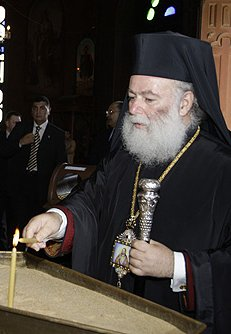
Patriarcha Theodoros II.

Podle tradice byla křesťanská komunita v Alexandrii založena evangelistou svatým Markem v druhé polovině 1. století. Její prestiž se zvýšila v 2. a 3. století, díky rozvoji teologických věd, ze kterého se stala nejlepší "škola" říše. Mezi významné osobnosti církve patří např. Kléméns Alexandrijský, Órigenés nebo Atanáš.
Během 4. století byla na Nikajském (325) a Konstantinopolském koncilu (381) povýšena na patriarchát.
V polovině 5. století byl odsouzen za heretika biskup Dioscuros a Alexandrie se rozdělila na dvě části. První část věřících (monofyzité) si založila novou národní církev později nazvanou "koptská" a druhá část se shromáždila kolem patriarchy Proteria, nástupce Dioscura. V této době byla druhá skupina nazývána "melkitská". Od této doby církve postupovaly samy za sebe, ale ne bez napětí a někdy i krvavých střetů.
Během perské okupace Egypta roku 619 řecká církev velmi trpěla, což pokračovalo i za arabské okupace od roku 638.
Po obsazení země Turky roku 1517 patriarcha církve musel dlouhou dobu strávit v Konstantinopoli a teprve počátkem 19. století se vrátil do Alexandrie. Poté obnovila svou samostatnost, reorganizací eparchií a kostelů a zvýšením náboženského života. V 60. letech 20. stol. obnovila pravoslavnou misii do ostatní Afriky, kde postupně vznikly další eparchie a metropolie. 

## Věřící
K roku 2014 měl patriarchát přibližně 150.000 věřících v Egyptě (většinou Arabů) a asi 100.000 dalších v ostatní Africe. 
K roku 2024 má přibližně 500 000 věřících.

## Organizace
Současným patriarchou je Theodoros II. (vlastním jménem Nicholas Horeftakis), jeho oficiální titul zní Papež a patriarcha Alexandrie a celé Afriky.

### Eparchie
- Metropolie Akkra
- Metropolie Aksumite
- Archiepiskopie Alexandrie
- Metropolie Antananarivo
- Eparchie Arusha a střední Tanzanie
- Eparchie Benin a Togo
- Metropolie Brazzaville a Gabon
- Eparchie Bujumbura a Burundi
- Eparchie Bukobo
- Eparchie Bunia a Kisangana
- Metropolie Gaborone a Botswana
- Metropolie Guinea
- Metropolie Heliopolis
- Metropolie Hermopolis
- Eparchie Goma
- Eparchie Gulu a severní Uganda
- Eparchie Jinja a východní Uganda
- Eparchie Juba a Jižní Súdán
- Metropolie Irinople
- Metropolie Johannesburg a Pretoria
- Metropolie Zambie
- Metropolie Zimbabwe a Angola
- Metropolie Kamerun
- Metropolie Kampala a Uganda
- Metropolie Kananga
- Metropolie Kartága
- Metropolie Katanga
- Metropolie Kapské město
- Metropolie Caesarea
- Eparchie Kigali a Rwanda
- Metropolie Kinshasa
- Metropolie Kirino
- Eparchie Kisumu a západní Keňa
- Metropolie Leontopolis
- Metropolie Libye
- Metropolie Malawi
- Metropolie Mwanza
- Metropolie Memphis
- Metropolie Nairobi
- Metropolie Nigérie
- Metropolie Nilopolis
- Metropolie Núbie
- Eparchie Nyeri a pohoří Keňa
- Metropolie Pilusia
- Metropolie Ptolemaidan
- Eparchie Tulial a jižní Madagaskar
- Eparchie Eldoret

#### Zrušené
- Eparchie Mosambik